# مرسيليائية جيجوية
مرسيليائية جيجوية (الاسم العلمي: Massilia jejuensis) هي نوع من البكتيريا، سلبية الغرام، تتبع المرسيليات.